# Třída U 57
Třída U 57 byla třída středních ponorek německé Kaiserliche Marine z období první světové války. Celkem bylo postaveno 12 jednotek této třídy. Ve službě byly v letech 1916–1918. Sedm jich bylo za války potopeno, ostatní byly po válce předány vítězným mocnostem (Francie a Velká Británie).

## Stavba
Ponorky třídy U 57 představovaly vylepšenou verzi třídy U 27, postavenou ve dvou sériích německou loděnicí AG Weser v Brémách. Čas ponoření se podařilo zkrátit na 49–52 vteřin. Celkem bylo postaveno dvanáct ponorek tohoto typu.
Jednotky třídy U 57:
| Jméno | Loděnice        | Založení kýlu | Spuštění na vodu  | Vstup do služby | Osud                                                                                              |
| ----- | --------------- | ------------- | ----------------- | --------------- | ------------------------------------------------------------------------------------------------- |
| U 57  | AG Weser, Brémy | 1914          | 29. dubna 1916    | červenec 1916   | Roku 1918 předána Francii.                                                                        |
| U 58  | AG Weser, Brémy | 1914          | 31. května 1916   | srpen 1916      | Dne 17. listopadu 1917 potopena v Bristolském zálivu americkým torpédoborcem USS Fanning (DD-37). |
| U 59  | AG Weser, Brémy | 1914          | 20. června 1916   | září 1916       | Dne 14. května 1917 potopena minou v Severním moři.                                               |
| U 60  | AG Weser, Brémy | 1914          | 5. července 1916  | listopad 1916   | Roku 1918 předána Velké Británii.                                                                 |
| U 61  | AG Weser, Brémy | 1914          | 22. července 1916 | prosinec 1916   | Dne 26. března 1918 potopena poblíž irského Waterfordu šalupou HMS PC.51.                         |
| U 62  | AG Weser, Brémy | 1914          | 2. srpna 1916     | prosinec 1916   | Roku 1918 předána Velké Británii.                                                                 |
| U 99  | AG Weser, Brémy | 1916          | 27. ledna 1917    | březen 1917     | Dne 7. července 1917 potopena v Severním moři britskou ponorkou HMS J2.                           |
| U 100 | AG Weser, Brémy | 1916          | 25. února 1917    | duben 1917      | Roku 1918 předána Velké Británii.                                                                 |
| U 101 | AG Weser, Brémy | 1916          | 1. dubna 1917     | květen 1917     | Roku 1918 předána Velké Británii.                                                                 |
| U 102 | AG Weser, Brémy | 1916          | 12. května 1917   | červen 1917     | Ztracena v září 1918 v Severním moři, pravděpodobně zničena minou.                                |
| U 103 | AG Weser, Brémy | 1916          | 9. června 1917    | červenec 1917   | Dne 12. května 1918 v Lamanšském průlivu taranována a potopena zaoceánským parníkem RMS Olympic.  |
| U 104 | AG Weser, Brémy | 1916          | 3. července 1917  | srpen 1917      | Dne 25. dubna 1918 potopena v Atlantiku britskou šalupou HMS Jessamine.                           |

## Konstrukce

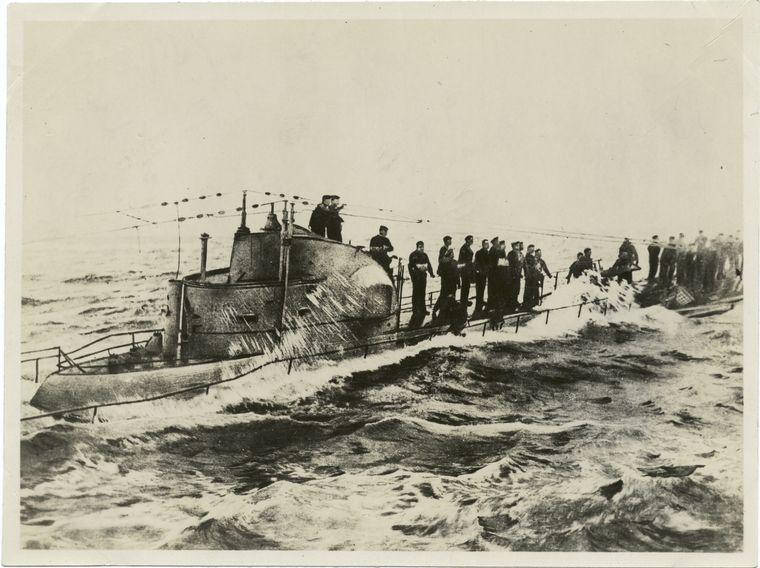
Zajetí ponorky SM U 58

Ponorky měly dvojtrupou koncepci. Základní výzbroj ponorek U 58–U 60 tvořily dva 88mm kanóny TK L/30 C/08 a čtyři 500mm torpédomety (dva příďové a dva záďové) se zásobou sedmi torpéd. Pohonný systém tvořily dva šestiválcové diesely MAN o výkonu 1800 bhp a dva elektromotory SSW o výkonu 1200 shp, pohánějící dva lodní šrouby. Nejvyšší rychlost dosahovala 14,7 uzlu na hladině a 8,4 uzlu pod hladinou. Dosah byl 7730 námořních mil při rychlosti 8 uzlů na hladině a 55 námořních mil při rychlosti 5 uzlů pod hladinou. Operační hloubka ponoru dosahovala 50 metrů.

### Modifikace
Ponorka U 60 byla vybavena výkonnějšími diesely (2400 bhp), díky čemuž se její rychlost na hladině zvýšila na 16,5 uzlu. Ponorky U 60–U 62 nesly více paliva, takže jejich dosah narostl na 8600 námořních mil, ale podhladinový dosah zároveň poklesl na 49 námořních mil. Dvě ponorky první série (U 61, U 62) a všech šest ponorek druhé série dostalo už při stavbě jeden 105mm kanón TK L/45 C/16 namísto dvou 88mm kanonů. Během války byly 105mm kanónem přezbrojeny i starší ponorky tohoto typu. Všechny ponorky druhé série navíc nesly zásobu torpéd zvětšenou na 10–12 kusů.

## Služba
Ponorky byly bojově nasazeny za první světové války, přičemž sedm jich bylo ve službě ztraceno. 